# Павлова, Лариса Михайловна
Лари́са Миха́йловна Па́влова (р. 13 февраля 1952, д. Мостовая Углегорского района Сахалинской области) — советская волейболистка, игрок сборной СССР (1980), олимпийская чемпионка 1980. Нападающая. Мастер спорта СССР международного класса.
Начала заниматься волейболом в 1967 году в Углегорске. Первый тренер — В.Фралик. В конце 1960-х переехала с семьёй в Ташкент. Выступала за команду «Автомобилист» (Ташкент). В её составе стала обладателем Кубка СССР 1978. В составе сборной Узбекской ССР трижды принимала участие в Спартакиадах народов СССР. В составе студенческой сборной СССР стала победителем Всемирной летней Универсиады 1977.
В сборной СССР в официальных соревнованиях выступала в 1980 году. В её составе стала олимпийской чемпионкой.
В настоящее время Лариса Павлова является заместителем председателя Федерации волейбола Ташкента, членом Национального олимпийского комитета Узбекистана.
Награждена орденом «Соглом авлод учун» 2-й степени, почётным знаком «Спортивная доблесть».
Дочь Ларисы Павловой Елена Павлова-Житкеева — одна из сильнейших волейболисток сборной Казахстана, спортивный журналист-комментатор.

## Источник
- Биография Л.Павловой на сайте агентства спортивной информации Узбекистана